# Скалистое (Черноморский район)
Скали́стое (до 1948 года Кула́-Шеих; укр. Скалисте, крымскотат. Qula Şeyh, Къула Шейх) — исчезнувшее село в Черноморском районе Республики Крым, располагавшееся на севере района, на берегу Каркинитского залива Чёрного моря, примерно в пяти километрах севернее современного села Водопойное.

## История
Первое документальное упоминание села встречается в Камеральном Описании Крыма… 1784 года, судя по которому, в последний период Крымского ханства Кулашеих входил в Мангытский кадылык Козловскаго каймаканства. Видимо, во время присоединения Крыма к России население деревни выехало в Турцию, поскольку в ревизских документах конца XVIII — первой половины XIX веков не встречается. После создания 8 (20) октября 1802 года Таврической губернии, Отуз территориально находился в составе Яшпетской волости Евпаторийского уезда. Военные топографы, в свою очередь, отмечали брошенное поселение на картах: в 1817 году деревня Кулашеих обозначена пустующей, на карте 1836 года в деревне 10 дворов, а на карте 1842 года Кула-Шеих обозначен условным знаком «малая деревня», то есть, менее 5 дворов — видимо, какие-то жители уже были.
В 1860-х годах, после земской реформы Александра II, деревню приписали к Курман-Аджинской волости. Согласно «Памятной книжке Таврической губернии за 1867 год», деревня Кульшеих была покинута, в результате эмиграции крымских татар, особенно массовой после Крымской войны 1853—1856 годов, в Турцию и лежала в развалинах (на карте 1865—1876 года в деревне Кула-Шеих обозначен 1 двор).
Вновь, как хутор, поселение упоминается в самом конце XIX века — по «…Памятной книжке Таврической губернии на 1900 год» на хуторе Кулашеих Донузлавской волости числилось 5 жителей в 3 дворах. По Статистическому справочнику Таврической губернии. Ч.II-я. Статистический очерк, выпуск пятый Евпаторийский уезд, 1915 год, в посёлке Кула-Шеих Донузлавской волости Евпаторийского уезда числился 21 двор с русскими жителями (18 дворов с землёй, 3 — безземельные) в количестве 92 человек приписного населения и 15 — «постороннего», из которых 55 мужчин и 52 женщины. Жители владели 400 десятинами удобной земли. В хозяйствах имелось 56 лошадей, 28 волов, 27 коров и 200 голов мелкого скота.
После установления в Крыму Советской власти, по постановлению Крымревкома от 8 января 1921 года № 206 «Об изменении административных границ» была упразднена волостная система и образован Евпаторийский уезд, в котором создан Ак-Мечетский район и село вошло в его состав, а в 1922 году уезды получили название округов. 11 октября 1923 года, согласно постановлению ВЦИК, в административное деление Крымской АССР были внесены изменения, в результате которых округа были отменены, Ак-Мечетский район упразднён и село вошло в состав Евпаторийского района. Согласно Списку населённых пунктов Крымской АССР по Всесоюзной переписи 17 декабря 1926 года, в селе Кула-Шеих, Керлеутского сельсовета Евпаторийского района, числилось 24 двора, из них 23 крестьянских, население составляло 147 человек, из них 118 украинцев, 22 белорус, 7 русских, действовала русская школа. По постановлению КрымЦИКа от 30 октября 1930 года «О реорганизации сети районов Крымской АССР», был восстановлен Ак-Мечетский район (по другим данным 15 сентября 1931 года) и село вновь включили в его состав.
С 25 июня 1946 года Кула-Шеих в составе Крымской области РСФСР. Указом Президиума Верховного Совета РСФСР от 18 мая 1948 года, Кула-Шейх переименовали в Скалистое. 26 апреля 1954 года Крымская область была передана из состава РСФСР в состав УССР. С начала 1950-х годов, в ходе второй волны переселения (в свете постановления № ГОКО-6372с «О переселении колхозников в районы Крыма»), в Черноморский район приезжали переселенцы из различных областей Украины. Время включения в состав Межводненского сельсовета пока не установлено: на 15 июня 1960 года село уже числилось в его составе. Ликвидировано до 1968 года, как село Межводненского сельсовета.